# Mohamed Chih
 (mars 2023).
Mohamed Chih, né le 12 août 1999 à Amsterdam (Pays-Bas), est un joueur international néerlandais de futsal.

## Biographie

### Débuts en football et futsal
Mohamed Chih naît à Amsterdam et commence le sport en s'exerçant au grand football. Il fait ses débuts dans le centre de formation du FC Volendam et quitte le club en juillet 2016 pour le club amateur du HFC EDO O19. Il y reste un an avant de signer à l'ADO La Haye. Il enchaîne avec une signature au SV Hoofddorp en 2020,, puis à l'OFC Oostzaan en 2021, avec lequel il remporte le championnat du Tweede Divisie. Il dispute au total trois matchs de Coupe des Pays-Bas.
À partir de juin 2022, il délaisse le football et fait son entrée dans le monde du futsal, intégrant les rangs de l'ASV Lebo, club évoluant en Eredivisie.

### En sélection
Il dispute sa première sélection nationale le 11 octobre 2022 en étant titularisé face à l'Ukraine (défaite, 4-2).
En avril 2024, il prend part à une double confrontation avec les Pays-Bas contre la Finlande dans le cadre des éliminations pour une place en Coupe du monde 2024. Il finit par se qualifier lors du match retour à Vantaa après une séance de tirs au but (match nul, 4-4),. Il s'agit alors d'une première qualification en 24 ans,.